# 西康路 (南京)

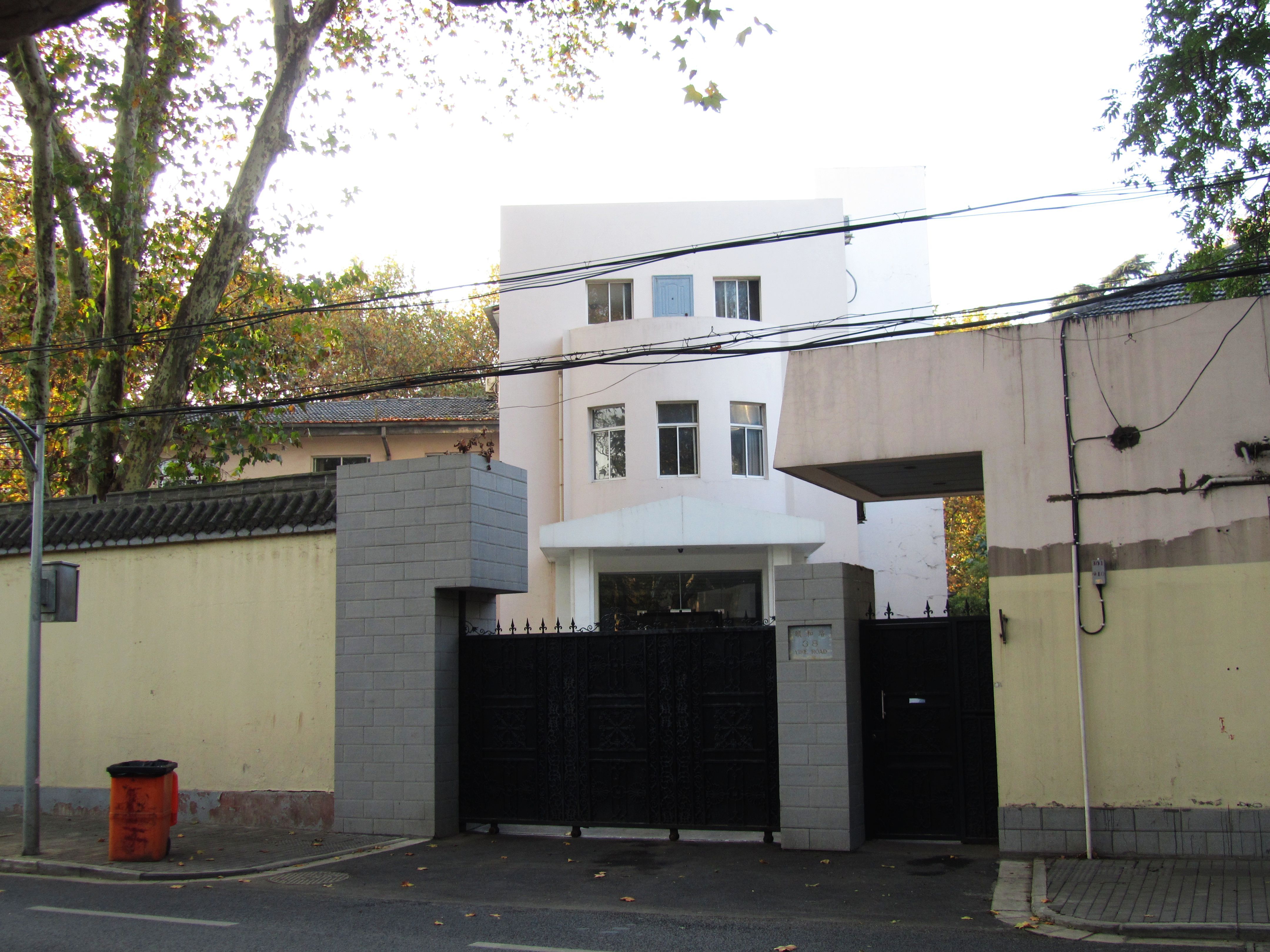
汪精卫公馆

西康路，是江苏省南京市的道路，以西康省为名，北起宁夏路，南至汉口西路，长1218米，路幅16-18米。1930年后新建住宅区时开辟，1936年建成，成为新住宅区的干道，路幅18米。
西康路中间与牯岭路、琅琊路、颐和路、天竺路、北京西路、天目路、钱塘路、扬州路、仙霞路等多条道路交汇。
在西康路的琅琊路与颐和路之间路段，东侧西康路46-2号为汪精卫公馆旧址（江苏省文物保护单位）；西侧西康路33号为美国驻中华民国大使馆旧址（全国重点文物保护单位），现为西康宾馆；其南侧西康路31号为江苏省老干部活动中心，再南侧即江苏省政府东门。西康路南端与汉口西路、虎踞关转角，即西康路1号，即河海大学1号门。